# Незаконно твій
«Незаконно твій» — кінокомедія 1988 року з Робом Лоу та Коллін Кемп у головних ролях.

## Сюжет
Річард Дайс випадково зустрічає своє шкільне кохання Моллі під час слухання судової справи про вбивство та шантаж. Почуття Річарда беруть гору й він намагається довести невинуватість дівчини.

## У ролях
| Актор           | Роль              |
| --------------- | ----------------- |
| Роб Лоу         | Річард Дайс       |
| Коллін Кемп     | Моллі Гілберт     |
| Кеннет Марс     | Гел Кілер         |
| Кім Маєрс       | Сюзанна Кілер     |
| Рік Джейсон     | Фредді Боунфлекер |
| Джессіка Джеймс | Евелін Дайс       |
| Ліндва Мак-Юен  | Рут Гаррісон      |
| Джордж Морфоген | Норман Мекель     |
| Маршалл Колт    | Дональд Клірі     |
| Айра Гейден     | Ендрю Дайс        |

## Створення фільму

### Виробництво
Зйомки фільму проходили в Сейнт-Огастіні, Флорида, США.

### Знімальна група
- Кінорежисер — Пітер Богданович
- Сценарист — Майкл Каплан, Джон Левенстейн, Кен Фінклмен
- Кінопродюсер — Пітер Богданович
- Композитор — Філ Маршалл
- Кінооператор — Данте Спінотті
- Кіномонтаж — Річард Філдс, Рональд Крегель
- Художник-постановник — Джейн Маскі
- Артдиректор — Гарольд Трешер
- Художник-декоратор — Роберт Крачік
- Підбір акторів — Джанет Гіршенсон, Джейн Дженкінс[2].

## Сприйняття
Фільм отримав негативні відгуки. На сайті Rotten Tomatoes оцінка стрічки становить 26 % на основі 1 281 відгуку від критиків (середня оцінка 2,7/5). Фільму зарахований «розсипаний попкорн» від глядачів, Internet Movie Database — 4,2/10 (739 голосів).